# Кудрявцев, Николай Александрович
Никола́й Алекса́ндрович Кудря́вцев (9 [21] октября 1893, Опочка, Псковская область, Российская империя — 12 декабря 1971, Ленинград) — советский учёный-геолог, нефтехимик, профессор, доктор геолого-минералогических наук.
Автор одной из гипотез абиогенного происхождения нефти, популярной в СССР. Согласно его теории, нефть и другие ископаемые углеводороды образуются из небиологических источников углерода и водорода, расположенных в глубине земной коры и мантии.

## Биография

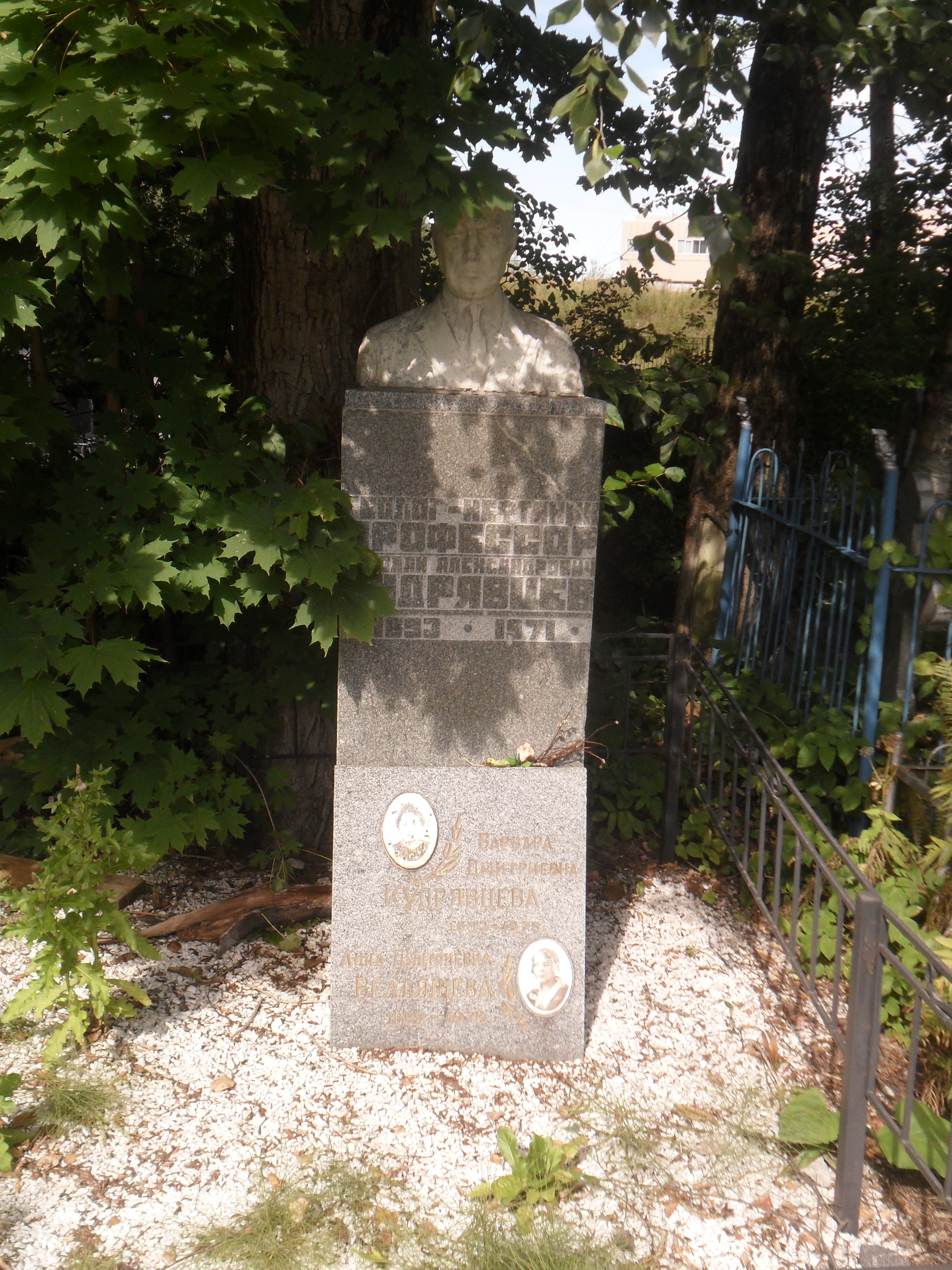
Могила Кудрявцева на Серафимовском кладбище Санкт-Петербурга.

Родился 21 октября 1893 года в городе Опочка.
Окончил Ленинградский горный институт в 1922 году. В 1936 году получил степень доктора геолого-минералогических наук. В 1941 стал профессором. Карьеру геолога начал в 1920 в Геологическом комитете. В 1929—1971 работал во Всесоюзном научно-исследовательском геологоразведочном институте (ВНИГРИ).
Решением ВАК от 23 января 1936 г. (протокол № 4/115) по представлению академика Губкина Кудрявцеву была присуждена учёная степень доктора геолого-минералогических наук без защиты диссертации.
Скончался 12 декабря 1971 года в Ленинграде. Похоронен на Серафимовском кладбище в Санкт-Петербурге.

## Семья
Единственный сын Николая Александровича Александр Николаевич (1922—1941) вероятнее всего погиб в начале войны в г. Волковыск.

## Награды и премии
Был награждён орденом Ленина и орденом Знак почёта, медалью За оборону Ленинграда.

## Научная деятельность
Николай Кудрявцев провёл ряд региональных геологических исследований, в результате которых были открыты крупные месторождения нефти в Грозненском районе Чечни, в Центральной Азии, в Тимано-Печерах и в некоторых других районах СССР. Он возглавлял нефтяные разведывательные работы в Грузии. В 1947 году Кудрявцев составил программу освоения основных разведочных скважин Западной Сибири, что стало началом новой эры в России — эры нефте- и газодобычи. Первый, разведанный Кудрявцевым, западносибирский нефтяной фонтан забил возле посёлка городского типа Берёзово (Ханты-Мансийский АО) в 1953 году.
В 1951 году в статье «Против органической гипотезы происхождения нефти» (опубликовано в журнале Нефтяное хозяйство. 1951, № 9, с. 3-8) Кудрявцев заложил основы абиогенной теории происхождения нефти, ставшей популярной в советской, а затем в российской и украинской науке. Однако, крупнейшие нефтяные залежи волжского и уральского регионов были открыты до популяризации гипотезы; предсказания абиогенных теорий Кудрявцева и его последователей были слишком абстрактными и расплывчатыми, чтобы помочь в открытии новых залежей.

### Закон Кудрявцева
В 1973 году была опубликована основная работа Кудрявцева «Генезис нефти и газа», в которой он, в рамках поддержки собственной абиогенной гипотезы нефтеобразования предложил следующую закономерность:

Во всех без исключения нефтеносных районах, где нефть или газ имеются в каком-либо горизонте разреза, в том или ином количестве они найдутся и во всех нижележащих горизонтах (хотя бы в виде следов миграции по трещинам). Это положение совершенно не зависит от состава пород, условий образования (могут быть метаморфизованные и кристаллические породы) и содержания в них органического вещества. В горизонтах, где имеются хорошие коллекторы и ловушки, возникают промышленные залежи.
В то же время, данная закономерность не противоречит осадочно-миграционной теории образования нефти.

## Память
В честь профессора Н. А. Кудрявцева названы периодические собрания «Кудрявцевские Чтения», проводящиеся по инициативе, при участии и на территории ОАО «ЦГЭ». На этих собраниях для сторонников глубинного генезиса нефти докладываются материалы по теории неорганического синтеза нефти